# Lindsey Stirling
Lindsey Stirling (Santa Ana, Kalifornia, 1986. szeptember 21. –) amerikai hegedűs, előadóművész és zeneszerző. Megkoreografált hegedűjátékot ad elő élőben és Lindsey Stirling nevű YouTube csatornáján is, amit 2007-ben hozott létre. 2010-ben negyeddöntős volt az America's Got Talent műsorban, ahol hiphop hegedűs néven emlegették.
Azóta kiadott több stúdióalbumot, két középlemezt és számos kislemezt. Számos műfajban játszik a hiphoptól a klasszikuson át a dubstepig. Saját szerzeményein kívül feldolgozásokat is készít más zenészek munkáiról vagy egyéb zeneszámokról.

## Élete

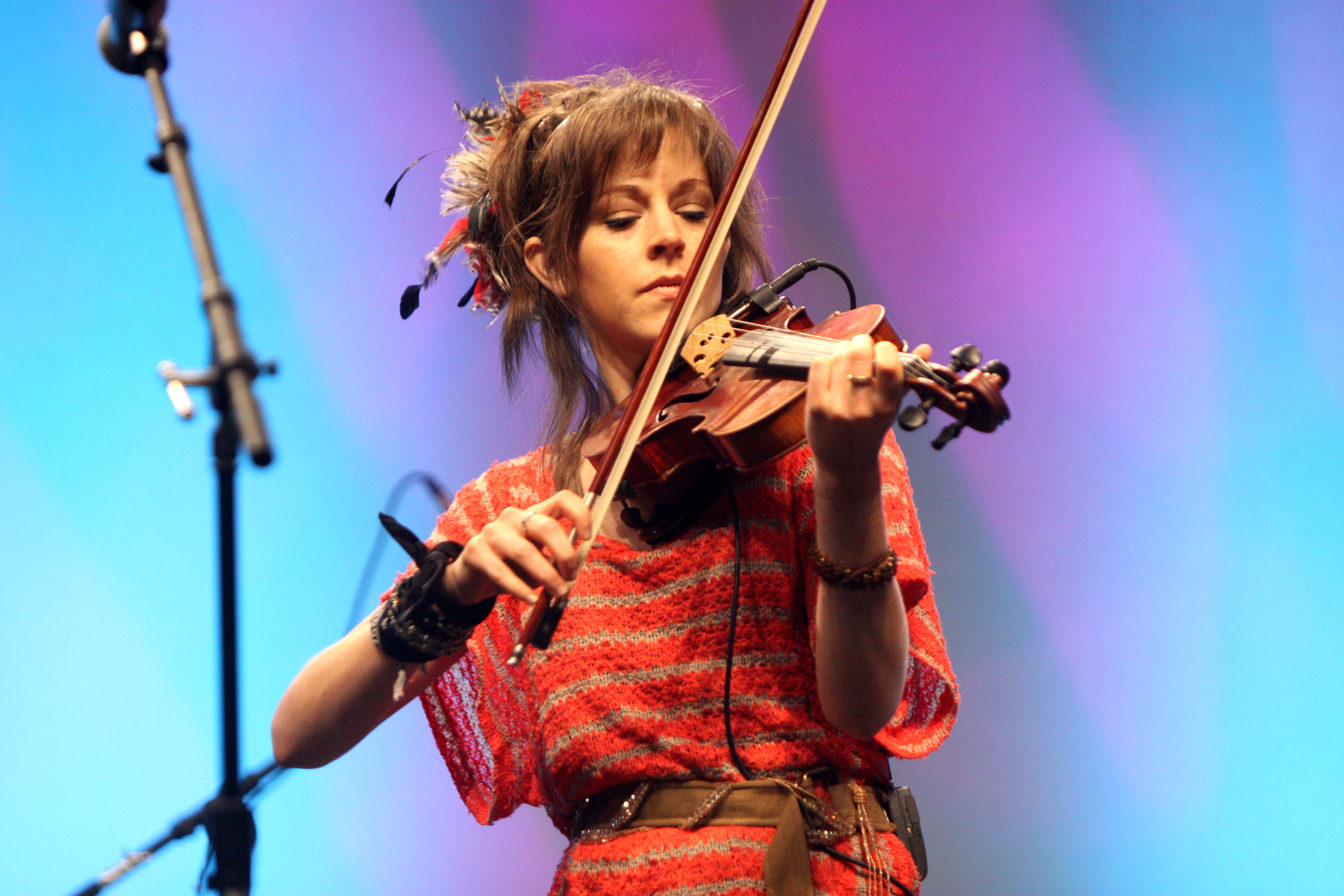
Stirling a 2012-es VidConon

A kaliforniai Santa Anában született és az arizonai Gilbertben nőtt fel. A utahi Provóba költözött, hogy a Brigham Young University-n tanuljon. Az Utolsó Napok Szentjeinek Jézus Krisztus Egyháza számára két évig misszionáriusként szolgált New Yorkban. 2009-ben tért vissza Provóba, és folytatta tanulmányait. 2012 decemberéig maradt a városban, amikor visszaköltözött szüleivel Arizonába.
Ötévesen, az apja által hallgatott klasszikus zenék hatására kezdett el hegedülni tanulni. 12 évig vett magánleckéket. 16 évesen csatlakozott a Stomp on Melvin négytagú rockegyütteshez a Mesquite Gimnáziumban. A zenekar tagjaként írt egy szólódarabot magának hegedűre, amit sikerrel elő is adott. 2010-ben, 23 évesen negyeddöntős volt az America's Got Talent műsorban, ahol „hiphop hegedűs”-ként jellemezték. A produkciói mind a zsűri, mind a közönség tetszését elnyerték, azonban mikor a negyeddöntőben fokozni kívánta a produkciója táncrészét, lesújtó kritikákat kapott a zsűritől. Stirling úgy döntött, hogy tovább folytatja egyedi előadóstílusa követését, és az interneten reklámozta magát.
Röviddel a fellépést követően Devin Graham (DevinSuperTramp) filmes megkereste, hogy csináljanak közösen YouTube videót. Stirling beleegyezett, és videóklipet forgattak „Spontaneous Me” számához, ami 2011. május 9-én jelent meg. A videó növelte népszerűségét, és ezen felbuzdulva hozzálátott, hogy rendszeresen készítsen videókat. Majdnem összes videóját Graham filmezte, míg Stirling kisebb munkákban segített és asszisztált Graham saját videóinak elkészítésében. Saját nevén futó YouTube csatornája ezeknek a fő megjelenési helye. Idővel nagy népszerűségre tett szert, 2014 augusztusában 734 millió összes megtekintéssel és 5,3 millió feliratkozással rendelkezett. A zenéjét játszotta a Pandora, a Spotify, és a Last.FM.
Stirling kísérletezett azzal, hogy a hegedűjátékot hiphoppal és dubsteppel vegyítse. Több zenésszel és zenekarral is készített közös produkciót, többek között: Shaun Barrowes ("Don't Carry It All" – The Decemberists), Jake Bruene és Frank Sacramone ("Party Rock Anthem" – LMFAO), Tay Zonday ("Mama Economy"), Peter Hollens ("Skyrim" és "Game of Thrones"), Alisha Popat ("We Found Love"), John Allred ("Tomb"), Kurt Schneider és Amiee Proal ("A Thousand Years"), Megan Nicole ("Starships"), The Piano Guys ("Mission Impossible"), Tyler Ward ("Thrift Shop"), és Pentatonix ("Radioactive"), Lzzy Hale ("Shatter Me"). Első albuma 2012. szeptember 18-án jelent meg, első észak-amerikai turnéja idején.

## Diszkográfia

### Stúdióalbumok
| Cím                  | Részletek | Helyezés | Helyezés               | Helyezés      | Helyezés     | Helyezés | Helyezés | Helyezés |
| Cím                  | Részletek | US       | US Dance/ Elektronikus | US Klasszikus | US Független | AUT      | GER      | SWI      |
| -------------------- | --- | -------- | ---------------------- | ------------- | ------------ | -------- | -------- | -------- |
| Lindsey Stirling     | - Megjelent: 2012. szeptember 18. - Újrakiadás: 2013. október 29. - Kiadó: BridgeTone - Formátum: CD, LP, digitális letöltés, streaming | 23       | 1                      | 1             | 2            | 1        | 4        | 5        |
| Shatter Me           | - Megjelent: 2014. április 29. - Kiadó: Decca, Universal - Formátum: CD, LP, digitális letöltés, streaming                              | 2        | 1                      | 1             | 1            | 3        | 4        | 3        |
| Brave Enough         | - Megjelent: 2016. augusztus 19. - Kiadó: Lindseystomp, Universal - Formátum: CD, LP, digitális letöltés, streaming                     | 5        | 1                      | 1             | 2            | 5        | 4        | 3        |
| Warmer in the Winter | - Megjelent: 2017. október 20. - Kiadó: Lindseystomp, Concord - Formátum: CD, LP, digitális letöltés, streaming                         | 22       | -                      | 1             | -            | 43       | 52       | 40       |
| Artemis              | - Megjelent: 2019. szeptember 6. - Kiadó: Lindseystomp, BMG - Formátum: CD, LP, digitális letöltés, streaming                           | 22       | 1                      | 1             | 1            | 22       | 19       | 13       |
| Snow Waltz           | - Megjelent: 2022. október 7. - Kiadó: Concord - Formátum: CD, LP, digitális letöltés, streaming                                        | 197      | -                      | 1             | -            | -        | 88       | 90       |
| Duality              | - Megjelent: 2024. június 14. - Kiadó: Concord, Lindseystomp - Formátum: CD, LP, digitális letöltés, streaming                          | 84       | -                      | 1             | 15           | -        | 15       | 28       |

| A következő lista a független kiadó weboldalán található kislemezlistát követi. Lindsey Stomp középlemez (2010) 1. "Transcendence" 2. "Song of the Caged Bird" 3. "Spontaneous Me" Kislemezek - "Electric Daisy Violin" (2011) - "Shadows" (2011) - "Zelda Medley" (2011) - "Silent Night" (2011) - "Celtic Carol" (2011) - "Crystallize" (2012) - "Anti-Gravity" (2012) - "Minimal Beat" (2012) - "Stars Align" (2012) - "Zi-Zi's Journey" (2012) - "Elements" (2012) - "Moon Trance" (2012) - "What Child Is This" (2012) Lemezek - "Shatter Me" - "Beyond the Veil" - "Mirror Haus" - "V-Pop" - "Shatter Me (feat. Lzzy Hale)" - "Heist" - "Roundtable Rival" - "Night Vision" - "Take Flight" - "Ascendance" - "We Are Giants (feat. Dia Frampton)" - "Swag" - "Master of Tides" - "Brave Enough" - "Lost Girls" - "Brave Enough (feat. Christina Perri)" - "The Arena" - "The Phoenix" - "Where Do We Go (feat. Carah Faye)" - "Those Days (feat. Dan + Shay)" - "Prism" - "Hold My Heart (feat. ZZ Ward)" - "Mirage (feat. Raja Kumari)" - "Don't Let This Feeling Fade (feat. Rivers Cuomo & Lecrae)" - "First Light" - "Love's Just a Feeling (feat. Rooty)" - "Something Wild (feat. Andrew McMahon in the Wilderness)" - "Gavi's Song" | - 1 Original, ONE Cover középlemez (Tyler Warddal, 2013) 1. "Some Kind of Beautiful" 2. "Thrift Shop" - Living Room Sessions középlemez (Tyler Warddal and Chester See-vel, 2013) 1. "Daylight" 2. "I Knew You Were Trouble" - "Paris" (Benton Paullak, 2010) - "Don't Carry it All" (Shaun Barrowes-zal, 2011) - "Party Rock Anthem" (Jake Bruene-vel, 2011) - "By No Means" (Eppic-kel, 2011) - "Waiting" (Allreddel, 2011) - "River Flows in You" (Debi Johansennel, 2011) - "Mama Economy" (Tay Zonday-jel, 2011) - "Skyrim" (Peter Hollens-szel, 2012). - "A Thousand Years" (Kurt Hugo Schneiderrel Aimée Proallal, 2012) - "You Don't Know Her Like I Do" (az Artie Hemphill Banddel, 2012) - "Sail Away Soldier" (Shaun Canonnal and Maddie Wilsonnal, 2012) - "Starships" (Megan Nicole-lal, 2012) - "Grenade" (Alex Boyé-vel, 2012) - "Come with Us" (with Can't Stop Won't Stop, 2012) - "Lying" (Justin Williams-szel, 2012) - "Game of Thrones" (Peter Hollens-szel, 2012) - "Mission Impossible" (a The Piano Guys-zal, 2013) - "Radioactive" (a Pentatonix-szal, 2013) - "Halo Theme Song" (William Joseph-fel, 2013) - "Star Wars Medley" (Peter Hollens-szel 2013) - "Pokémon Dubstep Remix" (Kurt Hugo Schneider 2013) - "All Of Me" (John Legend 2013) - "O Come, Emmanuel" (Kuha'o Case 2013) - "Pure Imagination" (Josh Groban and The Muppets2015) - "Bright" (Echosmith 2015) - "Dying For You" (Otto Knows and Alex Aris 2016) - "Spider-Man Theme" (Lang Lang 2016) - "It Ain't Me" (Kurt Hugo Schneider 2017) |